# Divinka
Divinka (maďarsky Kisdivény do roku 1907 Kisdivina) je obec v okrese Žilina na Slovensku. Žije zde přibližně 1 000 obyvatel. První písemná zmínka o obci pochází z roku 1393.

## Poloha
Obec se nachází v údolí Váhu na pravém břehu Hričovské přehrady. V okolí se zvedají Javorníky, chránící Divinku z východní i západní strany, čímž vytvářejí údolí říčky Divina. Asi 4 kilometry jihovýchodně se nachází Žilina, do které vede silnice II/507 procházející jižním okrajem obce.

## Dějiny
V katastru obce se nachází několik archeologických nalezišť, potvrzujících osídlení od přelomu letopočtu po zánik Velké Moravy.